# Oblast d'Orel
L'oblast d'Orel (en russe : Орло́вская о́бласть, Orlovskaïa oblast) est un sujet fédéral (oblast) de la fédération de Russie. Sa capitale administrative est la ville d'Orel.

## Géographie

### Géographie physique
L'oblast d'Orel se trouve dans la partie sud-ouest du district fédéral central, sur le plateau central de Russie. Il est frontalier au nord des oblasts de Kalouga et de Toula ; à l'ouest de l’oblast de Briansk ; au sud de l’oblast de Koursk, et à l'est de l’oblast de Lipetsk. Du nord au sud, il s'étend sur plus de 150 km, et d'ouest en est sur plus de 200 km. En superficie, il est l'un des plus petits sujets fédéraux avec seulement 24 652 km2.
Le climat est tempéré. La température moyenne du mois de janvier est de −8 °C et la température moyenne du mois de juillet s'élève à +18 °C. Le volume moyen des précipitations varie entre 490 et 590 mm, et le manteau neigeux se maintient en moyenne pendant 126 jours.
L'oblast bénéficie de 4 800 km2 de terres noires (tchernoziom).

## Économie
Les principales industries de l’oblast d’Orel sont l’agroalimentaire et les industries légères, l’ingénierie et la métallurgie. Ces deux branches profitent notamment à la construction d'engins de levage, de matériel agricole et de machines pour les services municipaux, ainsi qu'au génie civil. De nombreuses sociétés actives dans la fabrication d'instruments de mesure et d’électronique contribuent au maintien d'un haut potentiel scientifique et technique. La mise en place des premiers autocommutateurs remonte à 1998.

## Agriculture
L'essentiel des terres de la région est exploité par l'agriculture. La culture des céréales prend une part essentielle, avec une dominante pour les semis d'hiver et le seigle. On y cultive ainsi le sarrasin, l’avoine, l’orge et la pomme de terre ; la demande en betterave sucrière reste soutenue. Les plantations de fourrage s'étendent compte tenu du développement des élevages de chevaux, de bœufs et de vaches laitières, de porcs, de moutons et de volailles.

### Transport
En 2016, le taux de motorisation de la région était de 314 voitures pour 1000 habitants, ce qui la place au 15e rang pour la Russie, et au-dessus de la moyenne nationale (285). La principale ligne de chemin de fer est la voie à double écartement électrifiée Moscou - Kharkov - Simferopol : des 136 km qu'elle compte à travers la région elle dessert les gares de Mtsensk, d’Orel et de Zmievka, Glazounovka.
Les pipelines et les lignes à haute tension traversant la région s’organisent autour du grand oléoduc de Droujba (202 km à travers l'oblast). Le sud-ouest est traversé par une courte section de l'oléoduc Ourengoï-Pomari-Oujgorod.
Orel est un nœud stratégique d'oléducs pour les exportations vers la Biélorussie, l'ouest de l’Ukraine et les pays baltes, avec des antennes desservant les agglomérations de Briansk et Koursk.

## Politique et administration

### Tendances politiques
| Scrutin                    | 1er tour | 1er tour | 1er tour | 1er tour | 1er tour | 1er tour | 1er tour | 1er tour      | 1er tour | 1er tour | 1er tour | 1er tour | 2d tour                  | 2d tour                  | 2d tour                  | 2d tour                  | 2d tour                  | 2d tour                  | 2d tour                  | 2d tour                  | 2d tour                  | 2d tour                  |
| Scrutin                    | 1er      | 1er      | %        | 2e       | 2e       | %        | 3e       | 3e            | %        | 4e       | 4e       | %        | 1er                      | 1er                      | %                        | 2e                       | 2e                       | %                        | 3e                       | %                        | 4e                       | %                        |
| -------------------------- | -------- | -------- | -------- | -------- | -------- | -------- | -------- | ------------- | -------- | -------- | -------- | -------- | ------------------------ | ------------------------ | ------------------------ | ------------------------ | ------------------------ | ------------------------ | ------------------------ | ------------------------ | ------------------------ | ------------------------ |
| Présidentielle 2012        |          | ER       | 52.84    |          | KPRF     | 29.09    |          | LDPR          | 7,45     |          | SE       | 6.14     | Victoire au premier tour | Victoire au premier tour | Victoire au premier tour | Victoire au premier tour | Victoire au premier tour | Victoire au premier tour | Victoire au premier tour | Victoire au premier tour | Victoire au premier tour | Victoire au premier tour |
| Gouvernorale 2014          |          | KPRF     | 89,17    |          | LDPR     | 3,74     |          | Jeunes Russie | 2,92     |          | SRZP     | 1,63     | Victoire au premier tour | Victoire au premier tour | Victoire au premier tour | Victoire au premier tour | Victoire au premier tour | Victoire au premier tour | Victoire au premier tour | Victoire au premier tour | Victoire au premier tour | Victoire au premier tour |
| Législative régionale 2016 |          | ER       | 45,96    |          | KPRF     | 23,06    |          | LDPR          | 18,34    |          | SRZP     | 9,26     | Victoire au premier tour | Victoire au premier tour | Victoire au premier tour | Victoire au premier tour | Victoire au premier tour | Victoire au premier tour | Victoire au premier tour | Victoire au premier tour | Victoire au premier tour | Victoire au premier tour |
| Présidentielle 2018        |          | ER       | 76,77    |          | KPRF     | 12,18    |          | LDPR          | 6,06     |          | GRANI    | 1,27     | Victoire au premier tour | Victoire au premier tour | Victoire au premier tour | Victoire au premier tour | Victoire au premier tour | Victoire au premier tour | Victoire au premier tour | Victoire au premier tour | Victoire au premier tour | Victoire au premier tour |
| Gouvernorale 2018          |          | KPRF     | 83,55    |          | SRZP     | 4,84     |          | Rodina        | 3,99     |          | LDPR     | 2,91     | Victoire au premier tour | Victoire au premier tour | Victoire au premier tour | Victoire au premier tour | Victoire au premier tour | Victoire au premier tour | Victoire au premier tour | Victoire au premier tour | Victoire au premier tour | Victoire au premier tour |
| Législative 2021           |          | ER       | 38,83    |          | KPRF     | 21,86    |          | SRZP          | 10,16    |          | LDPR     | 8,80     | Tour unique              | Tour unique              | Tour unique              | Tour unique              | Tour unique              | Tour unique              | Tour unique              | Tour unique              | Tour unique              | Tour unique              |
| Législative régionale 2021 |          | ER       | 37.05    |          | KPRF     | 21.80    |          | SRZP          | 12.75    |          | LDPR     | 9.94     | Tour unique              | Tour unique              | Tour unique              | Tour unique              | Tour unique              | Tour unique              | Tour unique              | Tour unique              | Tour unique              | Tour unique              |
| Gouvernorale 2023          |          | KPRF     | 82.09    |          | LDPR     | 8.37     |          | NL            | 7.17     |          |          |          | Victoire au premier tour | Victoire au premier tour | Victoire au premier tour | Victoire au premier tour | Victoire au premier tour | Victoire au premier tour | Victoire au premier tour | Victoire au premier tour | Victoire au premier tour | Victoire au premier tour |

### Divisions administratives
L'oblast d'Orel est constitué des raïons (russe : районы) ou districts suivants :
- Bolkhovski (Болховский)
- Chablykinski (Шаблыкинский)
- Dmitrovski (Дмитровский)
- Doljanski (Должанский)
- Glazounovski (Глазуновский)
- Khotynetski (Хотынецкий)
- Kolpnianski (Колпнянский)
- Korsakovski (Корсаковский)
- Krasnozorenski (Краснозоренский)
- Kromski (Кромский)
- Livenski (Ливенский)
- Maloarkhangelski (Малоархангельский)
- Mtsenski (Мценский)
- Novoderevenkovski (Новодеревеньковский)
- Novosilski (Новосильский)
- Olrovski (Орловский)
- Ouritski (Урицкий)
- Pokrovski (Покровский)
- Soskovski (Сосковский)
- Sverdlovski (Свердловский)
- Trosnianski (Троснянский)
- Verkhovski (Верховский)
- Zalegochtchenski (Залегощенский)
- Znamenski (Знаменский)

## Principales villes
2018:
- Livny 47 221 hab.
- Mtsensk 37 725 hab.
- Bolkhov 11 097 hab.
- Dmitrovsk 5 105 hab.
- Maloarkhanguelsk 3 276 hab.
- Novossil 3 175 hab.

## Histoire
Au XIIe siècle, les chroniques mentionnent déjà la bourgade de Mtsensk, qui s'appelait alors Novossil. L'actuelle ville d’Orlovchina faisait encore partie de la principauté de Tchernigov. À la mort de Michel de Tchernigov, la principauté de Novossil prit naissance par fédération de ces territoires, mais dès la fin du XVe siècle, elle s'était désintégrée en quatre principautés séparées, et forma désormais avec d'autres lambeaux de la Principauté de Tchernigov une partie du grand-duché de Lituanie. Au XVIe siècle, les Lituaniens édifièrent la forteresse d’Orel et reconstruisirent Livny, en ruines depuis les invasions du XIIIe siècle,. Aux XVIe et XVIIe siècles, le territoire de l'actuelle Orel était aux marches de l'Empire russe, formant l'une des places-forte d'une ligne de défense étendue. Avec la disparition de la menace tatare, l’activité agricole de la région s'était intensifiée.
L’oblast d'Orel a été institué en 1937 par regroupement de trois anciens oblasts : l’oblast de Koursk, l’oblast de l’Ouest et l’oblast de Voronej. Il incluait également l’actuel oblast de Briansk entre 1937 et 1944.

## Population et société

### Démographie
| 1970    | 1989    | 2002    | 2010    | 2019    | 2021    | - |
| ------- | ------- | ------- | ------- | ------- | ------- | - |
| 931 028 | 890 636 | 860 262 | 786 935 | 739 467 | 713 374 | - |

| Année | Fécondité | Fécondité urbaine | Fécondité rurale |
| ----- | --------- | ----------------- | ---------------- |
| 1990  | 1,84      | 1,58              | 2,53             |
| 1991  | 1,66      | 1,45              | 2,21             |
| 1992  | 1,48      | 1,29              | 1,96             |
| 1993  | 1,41      | 1,20              | 1,91             |
| 1994  | 1,46      | 1,26              | 1,90             |
| 1995  | 1,34      | 1,18              | 1,72             |
| 1996  | 1,26      | 1,13              | 1,59             |
| 1997  | 1,15      | 1,03              | 1,45             |
| 1998  | 1,16      | 1,03              | 1,47             |
| 1999  | 1,09      | 0,98              | 1,36             |
| 2000  | 1,15      | 1,07              | 1,36             |
| 2001  | 1,16      | 1,08              | 1,37             |
| 2002  | 1,22      | 1,14              | 1,47             |
| 2003  | 1,25      | 1,15              | 1,53             |
| 2004  | 1,27      | 1,20              | 1,50             |
| 2005  | 1,20      | 1,11              | 1,44             |
| 2006  | 1,26      | 1,14              | 1,54             |
| 2007  | 1,34      | 1,19              | 1,70             |
| 2008  | 1,42      | 1,28              | 1,75             |
| 2009  | 1,44      | 1,30              | 1,78             |
| 2010  | 1,50      | 1,25              | 2,08             |
| 2011  | 1,43      | 1,14              | 2,14             |
| 2012  | 1,54      | 1,19              | 2,44             |
| 2013  | 1,53      | 1,23              | 2,31             |
| 2014  | 1,55      | 1,26              | 2,35             |
| 2015  | 1,60      | 1,43              | 2,10             |
| 2016  | 1,59      | 1,39              | 2,14             |
| 2017  | 1,42      | 1,23              | 1,92             |
| 2018  | 1,38      | 1,23              | 1,79             |
| 2019  | 1,27      | 1,12              | 1,66             |

## Personnalités
- Ivan Tourgueniev (1818-1883), écrivain russe
- Valeri Barinov (1946-), acteur russe
- Timofeï Granovski (1813-1855), était un historien russe
- Leonid Andreïev (1871-1919), écrivain russe
- Vladimir Roussanov (1875-1913), était un géologue russe
- Anna Kern (1800-1879), est une russe de la noblesse, connue surtout pour le rôle qu'elle a joué dans la vie du poète Alexandre Pouchkine
- Mikhaïl Bakhtine (1895-1975), historien et théoricien russe de la littérature
- Afanassi Fet (1820-1892), poète lyrique russe
- Leonid Rochal (1933-), professeur de médecine russe
- Sergueï Boulgakov (1871-1944), est un prêtre, théologien, philosophe et économiste russe
- Alexeï Apoukhtine (1840-1893),  nouvelliste, romancier et poète russe
- Nikolaï Polikarpov (1892-1944), constructeur d'avions soviétique
- Boris Zaïtsev (1881-1972), écrivain, romancier, nouvelliste, dramaturge, traducteur russe
- Guennadi Ziouganov (1944-), homme politique russe
- Vassili Kalinnikov (1866-1901), compositeur russe
- Nikolaï Leskov (1831-1895), écrivain et journaliste russe